# Liste der Biografien/Mica
Liste der Biografien |
Portal Biografien |
Personensuche
# |
A |
B |
C |
D |
E |
F |
G |
H |
I |
J |
K |
L |
M |
N |
O |
P |
Q |
R |
S |
T |
U |
V |
W |
X |
Y |
Z |
?
 
Ma |
Mb |
Mc |
Md |
Me |
Mf |
Mg |
Mh |
Mi |
Mj |
Mk |
Ml |
Mm |
Mn |
Mo |
Mp |
Mq |
Mr |
Ms |
Mt |
Mu |
Mv |
Mw |
Mx |
My |
Mz
 
Mia |
Mib |
Mic |
Mid |
Mie |
Mif |
Mig |
Mih–Mik |
Mil |
Mim |
Min |
Mio |
Mip |
Miq |
Mir |
Mis |
Mit |
Miu |
Miv |
Miw |
Mix |
Miy |
Miz
 
Mica |
Micc |
Mice |
Micf |
Mich |
Mici |
Mick |
Micl |
Mico |
Micr |
Micu |
Micy
Die Liste der Biografien führt alle Personen auf, die in der deutschsprachigen Wikipedia einen Artikel haben. Dieses ist eine Teilliste mit 34 Einträgen von Personen, deren Namen mit den Buchstaben „Mica“ beginnt.

## Mica
- Mica, Daniel A. (* 1944), US-amerikanischer Politiker
- Míča, František Adam (1746–1811), tschechischer Komponist
- Míča, František Antonín (1694–1744), tschechischer Sänger (Tenor) und Komponist
- Mica, John (* 1943), US-amerikanischer Politiker (Republikanische Partei)

### Micah
- Micah, Teagan (* 1997), australische Fußballspielerin

### Mical
- Mical, Abbé (1727–1789), französischer Geistlicher und Erfinder
- Mical, Hulda (1879–1957), österreichische Lehrerin und Schriftstellerin
- Mical, Robert J. (* 1956), US-amerikanischer Computer- und Software-Entwickler
- Micał, Roman (1939–2021), polnischer Hockeyspieler
- Micali, Silvio (* 1954), amerikanischer Informatiker
- Micali-Maler, etruskischer Vasenmaler
- Micalizzi, Franco (* 1939), italienischer Filmkomponist
- Micallef, Albert (* 1958), maltesischer Radrennfahrer
- Micallef, Antonio (1725–1809), Ordensgeistlicher des Malteserordens
- Micallef, Daniel (1928–2022), maltesischer Politiker, Parlamentssprecher
- Micallef, Francis (1928–2018), maltesischer Ordensgeistlicher und römisch-katholischer Bischof, Apostolischer Vikar von Kuwait
- Micallef, Freddie (1939–2011), maltesischer Politiker
- Micallef, Glenn (* 1989), maltesischer Politiker
- Micallef, Ian (* 1969), maltesischer Politiker
- Micallef, Jared (* 1998), australisch-maltesischer Leichtathlet
- Micallef, Luke (* 1989), maltesischer Leichtathlet
- Micallef, Paolo (1818–1883), maltesischer römisch-katholischer Geistlicher, Erzbischof von Pisa
- Micallef, Renato (* 1951), maltesischer Sänger

### Mican
- Mican, Hakan Savaş (* 1978), deutsch-türkischer Filmemacher, Theaterautor und Bühnenregisseur
- Mičánek, Jiří (* 1986), tschechischer Automobilrennfahrer
- Micangeli, Maurizio (* 1944), italienischer Autorennfahrer
- Micanopy (1780–1849), Seminolen-Häuptling
- Mićanović, Dragan (* 1970), serbischer Schauspieler

### Micar
- Micar, deutscher Radiomoderator, DJ und Musikproduzent
- Micara, Clemente (1879–1965), italienischer Kardinal der römisch-katholischen KircheClemente Micara (1879–1965)

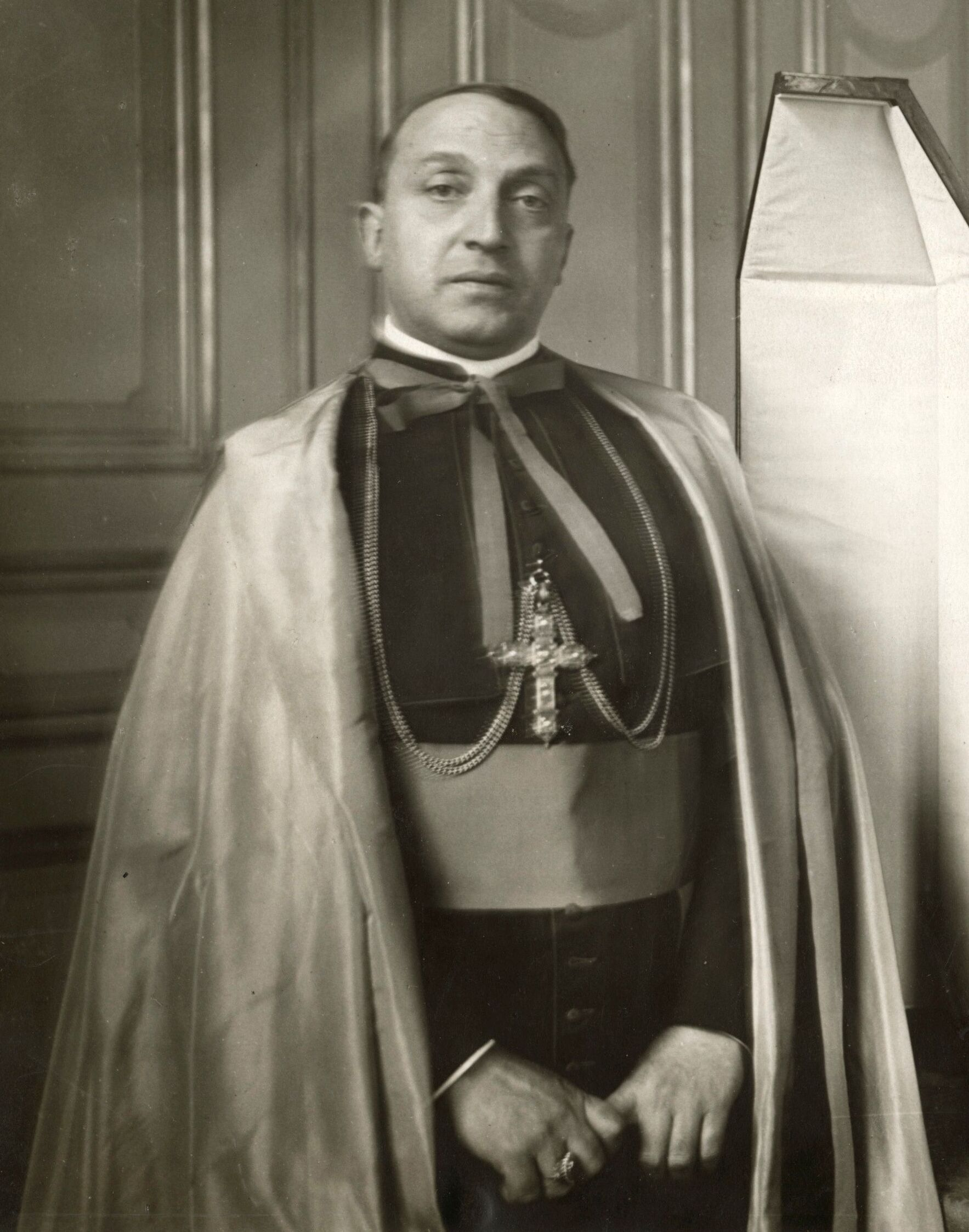
Clemente Micara (1879–1965)

- Micara, Ludovico (1775–1847), italienischer Geistlicher und Kurienkardinal der römisch-katholischen Kirche

### Micas
- Micas, Cynthia (* 1990), deutsche Schauspielerin
- Micas, Jean-Marc (* 1963), französischer Ordensgeistlicher, römisch-katholischer Bischof von Tarbes und Lourdes

### Micau
- Micault, Jean (1924–2021), französischer Pianist und Musikpädagoge